# Lantana gracilis
Lantana gracilis là một loài thực vật có hoa trong họ Cỏ roi ngựa. Loài này được T.R.S.Silva mô tả khoa học đầu tiên năm 2002.